# Turtleboy
Turtleboy est un groupe de jazz expérimental de Montréal, composé de John Lindhorst au saxophone ténor, de Ryan Butler à la guitare électrique et de Adam Miller à la batterie. Il a comme particularité de ne pas avoir de bassiste, ce qui est rare pour ce type de musique. Son premier album, éponyme, a été lancé en septembre 2009. Le groupe a été nommé deuxième meilleur groupe de jazz à Montréal après Oscar Peterson par les lecteurs du Montreal Mirror en 2008.

## Sources
- (en) The amazing Turtleboy! : Bassless jazz trio improvises across genres article dans le Edmonton VUE Weekly
- (en) Montreal Mirror - Best of Montreal 2008